# آديلايد جواو
آديلايد جواو (بالبرتغالية: Adelaide João‏) هي ممثلة برتغالية، ولدت في 27 يوليو 1927 في لشبونة في البرتغال.

## وصلات خارجية
- آديلايد جواو على موقع IMDb (الإنجليزية)
- آديلايد جواو على موقع ألو سيني (الفرنسية)
- آديلايد جواو على موقع أول موفي (الإنجليزية)
- آديلايد جواو على موقع قاعدة بيانات الأفلام السويدية (السويدية)
- آديلايد جواو على موقع قاعدة بيانات الفيلم (الإنجليزية)
- آديلايد جواو على موقع كينوبويسك (الروسية)